# 敷居の住人
『敷居の住人』（しきいのじゅうにん）は、志村貴子による長編漫画作品。『コミックビーム』（エンターブレイン）にて1997年12月号から2002年7月号まで連載された。単行本は全7巻。新装版は全6巻。

## あらすじ
主人公である本田千暁の中学時代から高校卒業までの、グダグダな青春と不完全燃焼な恋愛を描く。ひたすらにワガママで青臭い若者の物語。
なお本作に登場している中学校は、作者の別作品『放浪息子』で主人公達が通っている学校でもある。

## 登場人物
本田 千暁（ほんだ ちあき）：ミドリちゃん
主人公。顔はいいが、何事も長続きせず、ネガティブ思考で口が悪い。自他ともに認めるダメ人間ではあるが、ルックスの良さから大変にモテる。未成年にもかかわらずタバコを吸う。髪を緑色に染めているため、ナナコからは「ミドリちゃん」と呼ばれる。
菊池 奈々子（きくち ななこ）
謎の美少女。登校拒否で高校には行っていない。寂しがりで泣き虫、情緒不安定な性格。兼田健太郎が好き。
兼田 健太郎（かねだ けんたろう）
千暁の中学時代の先生。顔が千暁と瓜二つ。飄々とした性格で自然体。作者が大変好きだったキャラクターであったため、『放浪息子』にも登場しており、そちらでも教師を務めている。
村上 宗春（むらかみ むねはる）：むーちゃん
千暁の幼馴染。温厚な性格。中学は分れたが友情は続いており、色々あり一時交流が途絶えたものの、高校で再会した。菊池奈々子が気になっている。
片岡 由輝（かたおか よしき）
千暁の実父。髪を赤く染めている。千暁の母であるゆり子とは離婚しているが、時々家に出入りしている。不思議と人から愛されるが、ダメ人間の典型。千暁からは「ボンクラ親父」と呼ばれる。
本田 ゆり子（ほんだ ゆりこ）
千暁の母。できちゃった結婚を経て離婚。クラブの雇われママ。
本田 恵巳（ほんだ えみ）
千暁の姉。彼氏持ち。母親似。
中嶋 くるみ（なかじま くるみ）
千暁の中学時代の友達。まじめで大人しい。中学から千暁のことが好きだった。
山川 こういち（やまかわ こういち）：こーちゃん
千暁の中学時代の友達。後に中嶋くるみに告白、付き合うこととなる。
近藤 ゆか（こんどう ゆか）
千暁の学校が違う友達。きつい性格で少々暴力的。よくストーカーに会う。
安達 佑佳里（あだち ゆかり）
千暁の高校の友達。村上宗春のことが好き。千暁のタイプ。
堤 勇次（つつみ ゆうじ）：つっつん
千暁の高校時代の友達。彼女持ち。
館 広一（やかた こういち）：ヤカチン
千暁の高校時代の友達。六人兄妹の長男。天然ボケ。
紺野（こんの）
近藤ゆかの高校の化学の先生。ストーカー。
兼田の彼女
面倒見の良い世話焼き。お菓子大好き、大食い。後に妊娠、結婚。『放浪息子』にも登場。
加茂（かも）
千暁の中学校の熟年の先生であり、禿頭が特徴。口うるさく厳しいが、生徒思い。兼田の中学時代から在籍しているらしい。

## 書籍情報
- 志村貴子 『敷居の住人』 エンターブレイン〈ビームコミックス〉、全7巻
  1. 1998年8月6日初版発行（1998年7月25日発売）、ISBN 4-7572-0135-4
  2. 1999年5月8日初版発行（1999年4月1日発売）、ISBN 4-7572-0416-7
  3. 1999年12月6日初版発行（2000年6月30日発売）、ISBN 4-7572-0608-9
  4. 2000年9月6日初版発行（2000年8月25日発売）、ISBN 4-7577-0177-2
  5. 2001年5月7日初版発行（2001年4月25日発売）、ISBN 4-7577-0377-5
  6. 2002年1月4日初版発行（2001年12月25日発売）、ISBN 4-7577-0694-4
  7. 2002年9月11日初版発行（2002年8月30日発売）、ISBN 4-7577-0971-4
- 志村貴子 『敷居の住人　新装版』 エンターブレイン〈ビームコミックス〉、全6巻
  1. 2009年7月25日発売、ISBN 978-4-75-774996-2
  2. 2009年7月25日発売、ISBN 978-4-75-774997-9
  3. 2009年8月26日発売、ISBN 978-4-75-775037-1
  4. 2009年8月26日発売、ISBN 978-4-75-775038-8
  5. 2009年9月18日発売、ISBN 978-4-04-726004-7
  6. 2009年9月18日発売、ISBN 978-4-04-726005-4